# Коренево (Сумская область)
Коренево (укр. Кореневе) — село,
Засульский сельский совет,
Недригайловский район,
Сумская область,
Украина.
Код КОАТУУ — 5923581307. Население по переписи 2001 года составляло 19 человек .

## Географическое положение
Село Коренево находится на правом берегу реки Сула,
выше по течению на расстоянии в 4 км расположено село Великие Будки,
ниже по течению на расстоянии в 1 км расположено село Цибуленки,
на противоположном берегу — село Вехово.
Село окружено большим лесным массивом (дуб, сосна).